# Пуля Фостера
Пуля Фостера — разновидность ружейной пули. Изначально проектировалась для охоты на оленя. 

## История
Разработана американцем Джеймсом К. Фостером на основе конструкции пули французского офицера Нейслера (широко применявшейся французской армией во времена Крымской войны) и запатентована в 1932 году.
В 1960е годы фирма "Вильямс" (США) начала выпуск сменных дульных чоков со сверловкой "парадокс" для одноствольных охотничьих ружей. Такое устройство имело длину около 12 см, восемь нарезов и предназначалось для улучшения кучности стрельбы пулей Фостера. Однако распространения это устройство не получило и их выпуск был прекращен.
В середине 2000х годов пули Фостера выпускали три оружейные компании США ("Winchester", "Federal" и "Remington - Peters"), также она выпускалась в Европе (в России патроны .410-го калибра с пулей Фостера выпускал Барнаульский станкостроительный завод).

## Конструкция
Конструкция пули основана на удачном использовании деформационно-пластических свойств своего материала, который в момент выстрела расширяется и исключает прохождение пороховых газов в зазор между пулей и каналом ствола. 
Пуля имеет цилиндрическую форму и изготавливается целиком из свинца. Количество поясков на ведущей поверхности пули может варьироваться (обычно их 14, но фирма "Federal" изготавливает пули Фостера .10-го калибра с 15 нарезами). Выемка в задней части пули способствует правильной ориентации пули в полете за счет смещения центра тяжести вперед.